# Caroline Sunshine

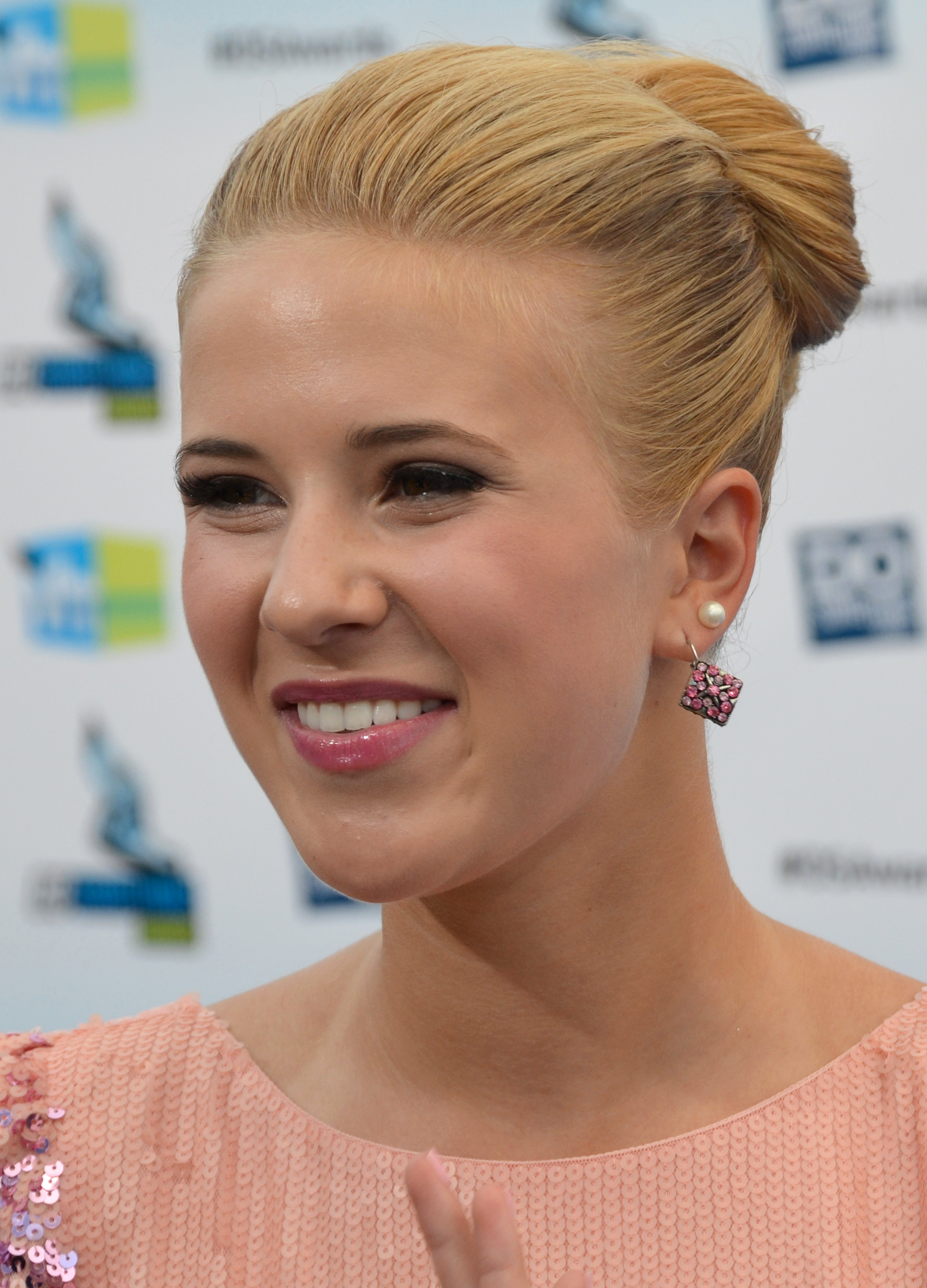
Caroline Sunshine bei den Do Something Awards 2012

Caroline Sunshine (* 5. September 1995 in Atlanta, Georgia) ist eine US-amerikanische Schauspielerin. Bekanntheit erlangte sie ab 2010 durch die Rolle der Tinka Hessenheffer in der Disney-Serie Shake It Up – Tanzen ist alles. Seit Ende März 2018 ist sie Presseassistentin im Weißen Haus in Washington, D.C.

## Leben
Sunshine lebt im Moment in Orange County, Kalifornien mit ihrem Vater Thom, ihrer Mutter Karen und ihren zwei jüngeren Brüdern. Sunshine liebt das Tanzen, Reisen, Backen und Outdoor-Aktivitäten wie Surfen, Schnorcheln und Rafting. Sie unterstützt unter anderem die Joyful Sewing Organization, die Working Wardrobes, das Adoptahero.org Programm sowie Loaves and Fishes Ministry welche Obdachlose mit Essen versorgt.

## Karriere

### Schauspiel
Sunshine besuchte bereits mit 3 Jahren den Ballett-Unterricht. Im Kindergarten bekam sie ihre erste Hauptrolle als Goldlöckchen in dem Theaterstück Goldlöckchen und die drei Bären, später spielte sie bei dem Orange County Children's Theatre mit und nahm Tanzunterricht bei den South Coast Performing Arts studio in Tustin, Kalifornien.
2006, als Sunshine 11 Jahre alt war, ging sie zu ihrem ersten richtigen Vorsprechen für einen Werbespot. Sie bekam Rollen in Werbespots wie Amazing Allysen, Yoplait Go-Gurt und Cap’n Crunch. Im Jahr 2010 bekam Sunshine die Rolle der Lizzie Spitz in der Pilotfolge der CBS-Sitcom Team Spitz, in der auch Rob Riggle als ihr Vater mitspielen sollte. Noch im selben Jahr erlangte sie größere Bekanntheit durch ihre Rolle der Barbara Winslow in dem Film Marmaduke. Ab 2010 spielte Sunshine in der Disney Channel Original Series Shake It Up – Tanzen ist alles mit. Sie übernahm die Rolle der europäischen Austauschschülerin Tinka Hessenheffer, an der Seite von Kenton Duty der ihren auffälligen Zwillingsbruder Gunther spielte. Für die zweite und dritte Staffel wurde ihre Rolle von einer Neben- zu einer Hauptrolle ausgebaut. Zusammen mit der restlichen Hauptbesetzung wurde sie 2011 und 2012 bei den Young Artist Awards in der Kategorie Herausragende Besetzung in einer Fernsehserie nominiert.

### Politik
Nachdem Caroline Sunshine Praktika in der Parteizentrale der Republikaner, danach im Büro des Republikaners Kevin McCarthy und anschließend im Weißen Haus absolviert hatte, ist sie seit Ende März 2018 Presseassistentin im Weißen Haus und damit Mitglied des Stabes von US-Präsident Donald Trump.

## Filmografie (Auswahl)
- 2010: Marmaduke
- 2010: Team Spitz (Fernsehserie, Pilotfolge)
- 2010–2013: Shake It Up – Tanzen ist alles (Shake It Up, Fernsehserie, 78 Episoden)
- 2012: A.N.T.: Achtung Natur-Talente (A.N.T. Farm, Fernsehserie, Episode 1x22)
- 2015: The Outfield
- 2017: Mommy, I Didn't Do It